# Chivalry: Medieval Warfare
Chivalry: Medieval Warfare è un videogioco d'azione multigiocatore sviluppato dalla Torn Banner Studios come loro primo titolo. Il gioco è ambientato nel Medioevo. Il 20 settembre 2012 è stato annunciato tramite un trailer che il videogioco sarebbe stato pubblicato il 16 ottobre 2012 come esclusiva PC, tuttavia il 3 dicembre 2014 il gioco è uscito anche per Xbox 360 e il 10 febbraio 2015 per PlayStation 3. Inoltre dopo anni di declino statistico, i server del gioco, a partire dall'8 Aprile 2024, saranno ufficialmente offline. Tuttavia nel 2021 è stato anche pubblicato il suo successore: Chivalry 2.

## Modalità di gioco
Il gioco ospita i suoi combattimenti in differenti ambientazioni, in cui i giocatori, facenti parte di due squadre diverse, si sfidano a duello in diverse modalità. Per le armi bianche si hanno a disposizione tre tipi di offesa: l'attacco dall'alto, che è quello che infligge più danni ma è inoltre il più impreciso; l'affondo, che garantisce più portata a discapito di meno danni; e il taglio, che è l'attacco più equilibrato. È inoltre possibile utilizzare l'arma per parare i fendenti degli avversari, ma solo per breve tempo, ad eccezione degli scudi. Il gioco si basa sulla capacità del giocatore di conoscere le routine e le combinazioni delle proprie armi, e la tempistica nel parare i colpi dei nemici.

### Classi
Sono presenti quattro classi di guerriero nel gioco:
- Arciere: privo di armatura e con velocità nella media, ma è l'unico dotato di armi a lunga distanza, come archi, balestre, giavellotti e una fionda a frombola
- Fante leggero: classe più veloce del gioco con armatura leggera (migliore dell'arciere ma inferiore alle altre classi). Questa classe si basa sullo schivare gli attacchi e colpire prima del nemico. Utilizza spade, asce, mazze e un bastone. Per difendersi può usare lo scudo. È l'unica classe che può utilizzare lo scatto in una qualsiasi direzione in cambio di una porzione di resistenza.
- Unità di punta: classe più equilibrata del gioco con velocità e armatura nella media, è dotata solo di armi lunghe come spadoni lance e alabarde. È l'unica classe in cui lo scudo é assente ma che può utilizzare l'attacco in carica
- Cavaliere pesante: la classe più corazzata del gioco, ma anche la più lenta. Essa è in grado di utilizzare spade a due mani con uno scudo. Oltre agli spadoni utilizza altre armi pesanti come martelli, asce da guerra, e anche altre spade più leggere che vengono assegnate come armi secondarie.

Sono presenti anche dei gadget definiti per ogni classe, per esempio la giara incendiaria per il soldato leggero, la giara fumogena per l'unità di punta, coltelli e asce da lancio (molto limitati) per l'unità di punta e il cavaliere pesante. Inoltre il cavaliere pesante può scegliere fra diversi tipi di scudo ognuno con vari pro e contro.

## Sviluppo
Il gioco è l'evoluzione di Age of Chivalry, mod di Half-Life 2. Utilizzando le capacità dell'Unreal Engine 3, gli sviluppatori hanno svecchiato il sistema di combattimento e di movimento del personaggio, hanno implementato scenari interattivi e introdotto nuove animazioni. Il titolo è stato inizialmente presentato come Chivalry: Battle of Agatha il 20 maggio 2010, ma è successivamente cambiato nel titolo corrente. Il 15 febbraio 2012 il titolo è stato completamente finanziato grazie al sito di crowdfunding Kickstarter.